# Barrage de Ghezala
 (novembre 2020).
Si vous disposez d'ouvrages ou d'articles de référence ou si vous connaissez des sites web de qualité traitant du thème abordé ici, merci de compléter l'article en donnant les références utiles à sa vérifiabilité et en les liant à la section « Notes et références ».
Le barrage de Ghezala (arabe : سد غزالة) est un barrage tunisien inauguré en 1984, sur l'oued Ghezala, près de la ville de Ghezala et à douze kilomètres à l'ouest de Mateur.
Il peut retenir jusqu'à 10,73 millions de mètres cubes d'eau dans un réservoir d'une superficie de 4 800 hectares. L'apport annuel moyen se monte à 9,324 millions de mètres cubes. L'eau du réservoir est principalement destinée à l'irrigation dans la région de Ghezala.
Malgré la présence du barrage, plusieurs localités proches se plaignent du manque d'eau potable et d'irrigation. En mai 2022, il stocke 9 millions de mètres cubes, soit 90,1 % de sa capacité, un résultat supérieur à la moyenne des huit barrages du gouvernorat de Bizerte (65,1 %).